# Vita standard di un venditore provvisorio di collant
Vita standard di un venditore provvisorio di collant è il secondo romanzo dello scrittore Aldo Busi, pubblicato per la prima volta nel 1985, dopo il successo di Seminario sulla gioventù. 

## Storia editoriale
Il romanzo è stato ripubblicato più volte nel corso degli anni, pur senza conoscere il successo del precedente. In particolare, è stata pubblicata una nuova edizione riveduta dalla Oscar Mondadori, Milano, nel 1991; mentre un'ulteriore nuova edizione "iniziato nel 1979, pubblicato nel 1985, revisionato dal 1991 al 1996, totalmente riscritto nel 2001, con episodi inediti e un nuovo finale" è stata pubblicata dalla Oscar Mondadori, Milano nel 2002; l'ultima edizione è stata stampata dalla BUR Contemporanea, Milano nel 2002.

## Trama
La vita di Angelo Bazarovi, laureando in Lingue presso L'Università degli Studi di Verona, viene movimentata dall'incontro con l'imprenditore mantovano Celestino Lometto, produttore di collant. Lometto ha bisogno di un traduttore per poter vendere i propri prodotti all'estero e Angelo ha bisogno di guadagnare: i due cominciano così una serie di viaggi in Europa, nei quali le personalità opposte dei due protagonisti si completano e finiscono col fondersi, creando una sorta di mostro a due teste. Lometto presenta Angelo alla sua famiglia, composta dalla moglie Edda, di origini campane, e dai tre figli, i cui nomi finiscono tutti in "-ario" (Ilario, Berengario e Belisario), testimoniando la volontà di Celestino di creare una nuova "Razza padrona", che unisca economia e politica. Quando Edda rimane incinta del quarto figlio, Lometto, che sogna di avere un figlio presidente degli Stati Uniti, decide di inviare la moglie a partorire a New York, accompagnata da Angelo. Quando però, al momento del parto, si scopre che il figlio tanto desiderato da Celestino è in realtà una femmina, per giunta down, l'imprenditore ordina ad Angelo di eliminarla. Bazarovi, che si rifiuta, dà alla bambina il nome Aurora, in omaggio al nome della cagnolina del primario della clinica di New York in cui Edda ha partorito. Al ritorno in Italia, dopo aver mostrato Aurora (che Angelo chiama Giorgina Washington, con intento antifrastico) ad un testimone, per evitare che Celestino la uccida, si separa dalla famiglia Lometto. Poco più tardi, però, scoprirà che Aurora è morta soffocata dal cibo e per omissione di soccorso da parte di genitori e fratelli.

## Personaggi
Angelo Bazarovi: è il protagonista del romanzo, che pare adombrare l'identità dell'autore stesso. Angelo, la cui madre risiede a Montichiari, lavora infatti ad una tesi su John Ashbery, esattamente la stessa tesi con cui Busi si laureò proprio nell'ateneo veronese. Angelo è altresì omosessuale, fatto che lo avvicina ancora di più alla personalità dello scrittore, e lavora come traduttore, conoscendo perfettamente cinque lingue: Vita standard di un venditore provvisorio di collant illustrerebbe quindi la vita dell'autore prima della pubblicazione del suo romanzo d'esordio. Tuttavia, già Seminario sulla gioventù, pur avendo numerosi punti in comune con la storia personale di Busi, era un libro senza intenti autobiografici. Il nome è un chiaro riferimento al personaggio di Bazarov del romanzo Padri e figli di Ivan Turgenev, esempio di pervicace e ossessiva volontà nichilista.

## I luoghi
Penzana, il paese della provincia di Mantova in cui risiedono i Lometto, appare come una storpiatura di Cavriana o Volta Mantovana, comuni realmente esistenti nell'alto mantovano; Busi parla anche di Toigo come di un paese vicino e più grande di Penzana, anagrammando il nome di Goito. La professione di Celestino Lometto, produttore di calze femminili, è molto frequente in questa zona; tanto che nel libro viene citata spesso "La concorrenza interna di Castel Goffredo". Inoltre, quando Lometto viene ricoverato in ospedale, Angelo è l'unico a fargli visita nella struttura ospedaliera di Castiglione delle Stiviere.